# James H. Pomerene

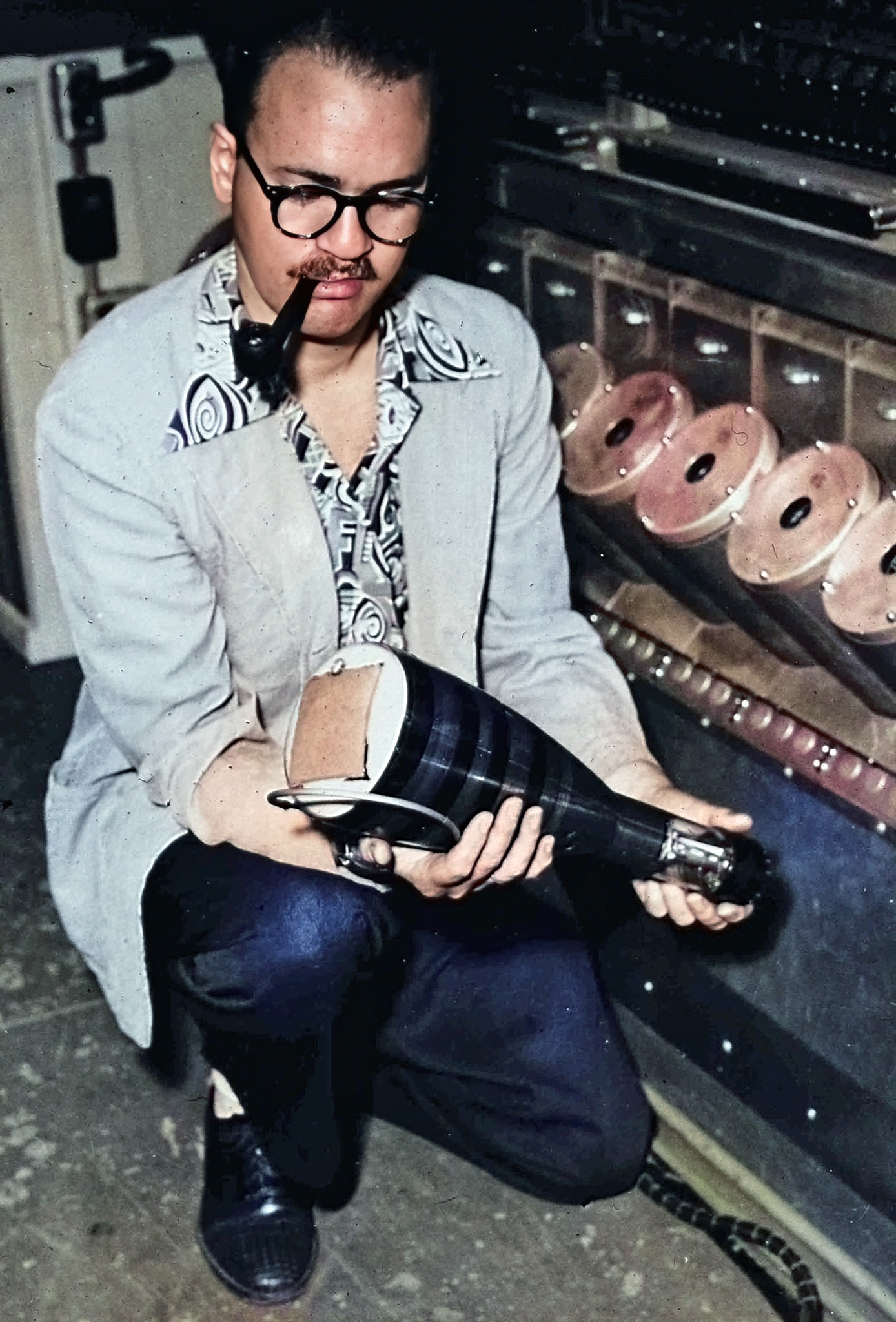
James H. Pomerene, 2021

James Herbert Pomerene (* 22. Juni 1920 in Yonkers, New York; † 7. Dezember 2008 in Chappaqua, New York) war ein US-amerikanischer Computer-Ingenieur.
Pomerene machte 1942 seinen Bachelor-Abschluss in Elektrotechnik an der Northwestern University. Danach arbeitete er mit John von Neumann an dessen Computerprojekt (IAS-Computer) am Institute for Advanced Study. 1951 bis 1956 war er dort Chefingenieur. Danach ging er zu IBM, wo er an der Entwicklung des Harvest Computer, einem frühen Supercomputer für die US-Regierung, arbeitete. 1965 leitete er ein Entwicklungsteam, das eine frühe Form des später Cache-Speicher genannten Speichersystems entwickelte, auf den der Prozessor schnell zugreifen konnte. 1993 ging er bei IBM in den Ruhestand. Er hielt 37 Patente.
2006 erhielt er den Eckert-Mauchly Award und 1993 die IEEE Edison Medal. Er war IEEE Fellow und Fellow der National Academy of Engineering. 1976 wurde er IBM Fellow. 1986 erhielt er den Computer Pioneer Award.
Er war seit 1945 mit Edythe Schwenn verheiratet und hatte drei Kinder.